# The Best of Nas
The Best of Nas è la prima raccolta di canzoni del rapper statunitense Nas, pubblicata il 22 gennaio 2002 e distribuita da Sony Music per il solo mercato giapponese.

## Il disco
È una compilation destinata al mercato giapponese. Sono presenti successi tratti dai suoi primi quattro dischi e alcuni remix, come Life's a Bitch (Arsenal Mix). Tra i produttori DJ Premier, L.E.S., Timbaland, Pete Rock, Large Professor, Q-Tip e i Trackmasters, mentre gli ospiti delle tracce sono AZ, R. Kelly, Aaliyah, Puff Daddy, Lauryn Hill e Ginuwine.

## Tracce
1. Life's a Bitch (featuring AZ) – 3:30 (musica: L.E.S.)
2. Life's a Bitch (Arsenal Mix) (featuring AZ) – 3:30 (musica: Def Jef, Meech Wells)
3. The World is Yours – 4:51 (musica: Pete Rock)
4. The World Is Yours (Tip Remix) – 4:28 (musica: Q-Tip)
5. One Love – 5:23 (musica: Q-Tip)
6. One Love (LG Main Remix) – 5:32 (musica: The LG Experience)
7. It Ain't Hard to Tell – 3:22 (musica: Large Professor)
8. It Ain't Hard to Tell (Large Professor Remix) – 2:50 (musica: Large Professor)
9. The Message – 3:55 (musica: Trackmasters)
10. Street Dreams – 4:05 (musica: Trackmasters)
11. Street Dreams (Remix) (featuring R. Kelly) – 4:51 (musica: Trackmasters)
12. If I Ruled the World (Imagine That) (featuring Lauryn Hill) – 4:42 (musica: Trackmasters)
13. Hate Me Now (featuring Puff Daddy) – 4:44 (musica: Trackmasters)
14. You Won't See Me Tonight (featuring Aaliyah) – 4:22 (musica: Timbaland)
15. Nas is Like – 3:56 (musica: DJ Premier)
16. Nastradamus – 4:01 (musica: L.E.S.)
17. New World – 4:00 (musica: L.E.S.)
18. You Owe Me (featuring Ginuwine) – 4:48 (musica: Timbaland)

Durata totale: 76:50